# 50 mètres dos masculin aux championnats du monde de natation 2023
Cet article traite de l'épreuve masculine. Pour la compétition féminine, voir 50 mètres dos féminin aux championnats du monde de natation 2023.
Le 50 mètres dos masculin est une épreuve de natation sportive des championnats du monde de natation 2023. Elle a lieu les 29 et 30 juillet 2023 à Fukuoka au Japon.

## Records
Avant cette compétition, les records dans cette discipline étaient :
| Record du monde       | 23 s 71 | Hunter Armstrong | 28 avril 2022 | Greensboro, États-Unis |
| Record du championnat | 24 s 04 | Liam Tancock     | 2 août 2009   | Rome, Italie           |

## Résultats détaillés
Les 16 meilleurs temps se qualifient pour les demi-finales (Q), puis les 8 meilleurs demi-finalistes passent en finale (F).

### Séries
| Rang | Série | Ligne | Nageur                          | Pays | Temps       | Commentaire     |
| ---- | ----- | ----- | ------------------------------- | --- | ----------- | --------------- |
| 1    | 6     | 4     | Justin Ress                     | États-Unis | 24 s 18     | Q               |
| 2    | 5     | 4     | Apóstolos Chrístou              | Grèce | 24 s 48     | Q               |
| 3    | 7     | 4     | Hunter Armstrong                | États-Unis | 24 s 49     | Q               |
| 4    | 5     | 5     | Ksawery Masiuk                  | Pologne | 24 s 71     | Q               |
| 5    | 6     | 3     | Ole Braunschweig                | Allemagne | 24 s 72     | Q               |
| 6    | 7     | 3     | Xu Jiayu                        | Chine | 24 s 73     | Q               |
| 6    | 7     | 5     | Isaac Cooper                    | Australie | 24 s 73     | Q               |
| 8    | 6     | 5     | Thomas Ceccon                   | Italie | 24 s 80     | Q               |
| 9    | 6     | 2     | Andrei-Mircea Anghel            | Roumanie | 24 s 86     | Q               |
| 10   | 5     | 7     | Kacper Stokowski                | Pologne | 24 s 91     | Q               |
| 11   | 5     | 3     | Andrew Jeffcoat                 | Nouvelle-Zélande | 24 s 95     | Q               |
| 11   | 6     | 7     | Conor Ferguson                  | Irlande | 24 s 95     | Q               |
| 13   | 7     | 2     | Takeshi Kawamoto                | Japon | 25 s 05     | Q               |
| 14   | 4     | 5     | Yassin Hossam                   | Égypte | 25 s 07     | Q               |
| 15   | 5     | 1     | Michael Laitarovsky             | Israël | 25 s 10     | Q               |
| 16   | 5     | 6     | Ryōsuke Irie                    | Japon | 25 s 11     | Q               |
| 17   | 6     | 9     | Lamar Taylor                    | Bahamas | 25 s 12     |                 |
| 18   | 6     | 0     | Adrian Santos                   | Espagne | 25 s 15     |                 |
| 19   | 5     | 2     | Javier Acevedo                  | Canada | 25 s 18     |                 |
| 19   | 7     | 8     | Won Young-jun                   | Corée du Sud | 25 s 18     |                 |
| 21   | 7     | 6     | Guilherme Basseto               | Brésil | 25 s 22     |                 |
| 22   | 5     | 9     | João Costa                      | Portugal | 25 s 28     | Record national |
| 23   | 7     | 1     | Wang Gukailai                   | Chine | 25 s 29     |                 |
| 24   | 7     | 7     | Tomáš Franta                    | Tchéquie | 25 s 35     |                 |
| 25   | 6     | 6     | Björn Seeliger                  | Suède | 25 s 38     |                 |
| 26   | 6     | 8     | Hugo González                   | Espagne | 25 s 42     |                 |
| 27   | 4     | 3     | Chuang Mu-lun                   | Taipei chinois | 25 s 50     |                 |
| 28   | 7     | 9     | Srihari Nataraj                 | Inde | 25 s 51     |                 |
| 29   | 4     | 8     | Markus Lie                      | Norvège | 25 s 55     |                 |
| 30   | 6     | 1     | Áron Székely                    | Hongrie | 25 s 59     |                 |
| 31   | 7     | 0     | Roman Mityukov                  | Suisse | 25 s 61     |                 |
| 32   | 4     | 4     | Quah Zheng Wen                  | Singapour | 25 s 76     |                 |
| 33   | 3     | 2     | Remi Fabiani                    | Luxembourg | 25 s 87     |                 |
| 33   | 5     | 0     | I Gede Siman Sudartawa          | Indonésie | 25 s 87     |                 |
| 35   | 4     | 7     | Ģirts Feldbergs                 | Lettonie | 25 s 93     |                 |
| 36   | 4     | 2     | Charles Hockin                  | Paraguay | 25 s 96     |                 |
| 37   | 4     | 1     | Clayton Jimmie                  | Afrique du Sud | 25 s 97     |                 |
| 38   | 3     | 5     | Diego Camacho                   | Mexique | 26 s 04     |                 |
| 39   | 3     | 1     | Jack Kirby                      | Barbade | 26 s 17     |                 |
| 40   | 3     | 6     | Tonnam Kanteemool               | Thaïlande | 26 s 39     |                 |
| 41   | 4     | 6     | Jerard Jacinto                  | SMFWorld Aquatics : Suspended Member Federation (Membre d'une fédération suspendue) Membre d'une fédération suspendue | 26 s 41     |                 |
| 42   | 4     | 0     | Filippos Iakovidis              | Chypre | 26 s 42     |                 |
| 43   | 3     | 8     | Maximillian Wilson              | Îles Vierges des États-Unis                                                                                           | 26 s 62     |                 |
| 44   | 4     | 9     | Noe Pantskhava                  | Géorgie | 26 s 63     |                 |
| 45   | 3     | 3     | Homer Abbasi                    | Iran | 26 s 70     |                 |
| 45   | 3     | 7     | Lau Shiu Yue                    | Hong Kong | 26 s 70     |                 |
| 47   | 1     | 4     | Isaiah Aleksenko                | Îles Mariannes du Nord                                                                                                | 26 s 94     |                 |
| 47   | 3     | 0     | Enkhtur Erkhes                  | Mongolie | 26 s 94     |                 |
| 49   | 2     | 3     | Hansel McCaig                   | Fidji | 26 s 97     |                 |
| 50   | 2     | 4     | Andrej Stojanovski              | Macédoine du Nord | 27 s 35     |                 |
| 51   | 1     | 6     | Tameea Elhamayda                | Qatar | 27 s 41     |                 |
| 52   | 3     | 9     | Warren Lawrence                 | Dominique | 27 s 45     |                 |
| 53   | 2     | 2     | Mohamad Zubaid                  | Koweït | 27 s 64     |                 |
| 54   | 2     | 5     | Bede Aitu                       | Îles Cook | 28 s 19     |                 |
| 55   | 2     | 6     | Jeno Heyns                      | Suriname | 28 s 30     |                 |
| 56   | 2     | 7     | Tajhari Williams                | Îles Turques-et-Caïques                                                                                               | 29 s 44     |                 |
| 57   | 1     | 7     | Omer Huraish                    | Irak | 29 s 88     |                 |
| 58   | 1     | 2     | Kapeli Siua                     | Tonga | 29 s 96     |                 |
| 59   | 2     | 1     | Swaleh Talib                    | SMFWorld Aquatics : Suspended Member Federation (Membre d'une fédération suspendue) Membre d'une fédération suspendue | 30 s 03     |                 |
| 60   | 2     | 9     | Troy Pino                       | Cap-Vert | 30 s 85     |                 |
| 61   | 2     | 8     | Alexander Fleming-Lake          | Anguilla | 30 s 89     |                 |
| 62   | 2     | 0     | Mohamed Shiham                  | Maldives | 31 s 44     |                 |
| 63   | 1     | 5     | Giorgio Nguichie Kamseu Kamogne | Cameroun | 33 s 75     |                 |
| 64   | 1     | 3     | Hamzah Mayas                    | Yémen | 39 s 35     |                 |
| -    | 1     | 1     | Ibrahim Kamara                  | Sierra Leone | Non partant | Non partant     |
| -    | 3     | 4     | Dylan Carter                    | Trinité-et-Tobago | Non partant | Non partant     |
| -    | 5     | 8     | Bradley Woodward                | Australie | Non partant | Non partant     |

### Demi-finales
| Rang | Série | Ligne | Nageur               | Pays             | Temps   | Commentaire        |
| ---- | ----- | ----- | -------------------- | ---------------- | ------- | ------------------ |
| 1    | 2     | 4     | Justin Ress          | États-Unis       | 24 s 35 | F                  |
| 2    | 1     | 3     | Xu Jiayu             | Chine            | 24 s 41 | F, Record national |
| 2    | 2     | 5     | Hunter Armstrong     | États-Unis       | 24 s 41 | F                  |
| 4    | 1     | 5     | Ksawery Masiuk       | Pologne          | 24 s 47 | F                  |
| 5    | 1     | 4     | Apóstolos Chrístou   | Grèce            | 24 s 57 | F                  |
| 5    | 1     | 6     | Thomas Ceccon        | Italie           | 24 s 57 | F                  |
| 7    | 2     | 3     | Ole Braunschweig     | Allemagne        | 24 s 73 | F                  |
| 8    | 2     | 7     | Andrew Jeffcoat      | Nouvelle-Zélande | 24 s 81 | F                  |
| 9    | 2     | 6     | Isaac Cooper         | Australie        | 24 s 86 |                    |
| 10   | 2     | 2     | Andrei-Mircea Anghel | Roumanie         | 24 s 95 |                    |
| 11   | 1     | 2     | Kacper Stokowski     | Pologne          | 24 s 99 |                    |
| 11   | 2     | 8     | Michael Laitarovsky  | Israël           | 24 s 99 |                    |
| 13   | 1     | 7     | Conor Ferguson       | Irlande          | 25 s 09 |                    |
| 14   | 2     | 1     | Takeshi Kawamoto     | Japon            | 25 s 14 |                    |
| 15   | 1     | 8     | Ryōsuke Irie         | Japon            | 25 s 21 |                    |
| 16   | 1     | 1     | Yassin Hossam        | Égypte           | 25 s 22 |                    |

### Finale
| Rang               | Ligne | Nageur             | Pays             | Temps   |
| ------------------ | ----- | ------------------ | ---------------- | ------- |
| Médaille d'or      | 3     | Hunter Armstrong   | États-Unis       | 24 s 05 |
| Médaille d'argent  | 4     | Justin Ress        | États-Unis       | 24 s 24 |
| Médaille de bronze | 5     | Xu Jiayu           | Chine            | 24 s 50 |
| 4                  | 6     | Ksawery Masiuk     | Pologne          | 24 s 57 |
| 5                  | 7     | Thomas Ceccon      | Italie           | 24 s 58 |
| 6                  | 2     | Apóstolos Chrístou | Grèce            | 24 s 60 |
| 7                  | 8     | Andrew Jeffcoat    | Nouvelle-Zélande | 24 s 66 |
| 8                  | 1     | Ole Braunschweig   | Allemagne        | 24 s 93 |